# Дуралиев, Осман
Осман Дуралиев (15 января 1939 года — 25 апреля 2011 года) — болгарский борец вольного стиля, двукратный серебряный призёр Олимпиад: 1968 и 1972. Четырёхкратный серебряный призёр чемпионатов мира и Европы.

## Биография
Родился в 1939 году в селе Владимировци, по национальности — турок. Борьбой занялся с 1956 года.
Осман Дуралиев — один из самых неудачливых борцов: на Олимпийских играх, чемпионатах мира и Европы он 10 раз выходил в финал, но ни разу не выиграл, оставаясь на втором месте. Восемь раз путь к золотым медалям Дуралиеву преграждал Александр Медведь.
В 1989 году эмигрировал в Турцию. В 2011 году умер в Стамбуле.